# 信国派
信国派（のぶくには）は延文（1356年）頃から明治まで全国展開した刀工の流派。応永頃までは京で、永享12年（1440年）頃から慶長7年（1602年）までは豊前で、慶長頃から明治までは筑前ほか、筑後、豊後、肥後などで活躍し、九州の信国を筑紫信国という。分流として貞治から永享頃（1362年-1440年）の越後の山村派や、天和（1681年）頃から明治までの南部信国がある。

## 山城信国派
初代信国は、元応2年（1320年）頃、了戒の弟子となり、数十年後、京五条坊門で「信國」と銘を切った。延文3年（1358年)、貞治3年（1364年)の在銘刀などがある。二代目信国を経て、応永信国（三代目信国（源左衛門尉信国か）や源式部丞信国など）が活躍した。明徳元年（1390年)熊野速玉神社奉納の金銅荘烏頸太刀の銘に「源信國　貞光　信清　信貞　貞次」も知られる。

### 特徴
来国俊様式直刃と相州貞宗様式湾れ刃の二通りの作風だが、梵字、蓮台、倶利迦羅など、濃厚な刀身彫が代々上手である。貞宗の在銘刀がなく、信国より古様で上手を貞宗、と極める通例がある。

## 豊前信国派
三代目信国の次男信国吉家は宇佐の安心院吉門に永享12年（1440年）に仕えた。以降八代、安心院に仕えた。安心院が大友宗麟に滅ぼされた天正10年（1582年）以降、筑前ほかへ移住した。

## 筑前信国派
初代信国より十二代信国吉貞は安心院滅亡後細川忠興に仕官を迫られたが、慶長7年（1602年）、筑前へ移住し黒田長政に仕えた。長男の信国吉政は備前伝を受け、次男信国吉次が家を継ぐ。主な刀工は以下の通り。
初代信国吉政系二代信国吉政、三代信国吉政、四代信国吉政、信国重久、信国光昌、信国美直、信国義昌、信国義一、信国義直
信国吉次系信国吉包、信国重包、信国茂包、信国包利、信国吉清、信国行国、信国重載、信国定国
信国吉助系信国重貞、信国吉親

## 越後山村派
初代信国の弟と伝えられる信国源五郎が越後の豪族山村正信に仕え鍛刀を指導。山村正信の子安信が応永頃信国と改銘。

## 南部信国派
二代目信国吉政の次男新藤次郎兵衛が南部重信に延宝頃（1673-80年）仕え南部国義と称される。長男新藤平四郎も元禄頃
南部行信に仕え、南部信国と称される。
南部国義の八代目は「一心斎義国」と銘を切り大正2年（1913年）没。

## 脚註
1. ↑  『信國初ノ系圖代々祖子付之事』(慶長6(1601)年3月28日信國吉貞[花押])（福岡県立図書館蔵）
2. ↑  小笠原信夫著「山城鍛冶了戒・信国考」（東京国立博物館研究誌 (409), p4-17, 1985-04）
3. ↑  『筑前國続風土記付録: 巻47. 土産考上 / 鷹取周成編』p.100-102.
4. ↑  『長政公御入國より二百年町家由緒記』（福岡県立図書館蔵）ほか
5. ↑  同上1。（記録にある慶長5年は7年が正しい）
6. ↑  『南部藩参考諸家系図 / 星川正甫〔原編〕 ; 前沢隆重他編』東京 : 国書刊行会, 1984-1985 p.230-231